# Lyctus carbonarius
Lyctus carbonarius là một loài bọ cánh cứng trong họ Bostrichidae. Loài này được Waltl miêu tả khoa học năm 1832.

## Hình ảnh

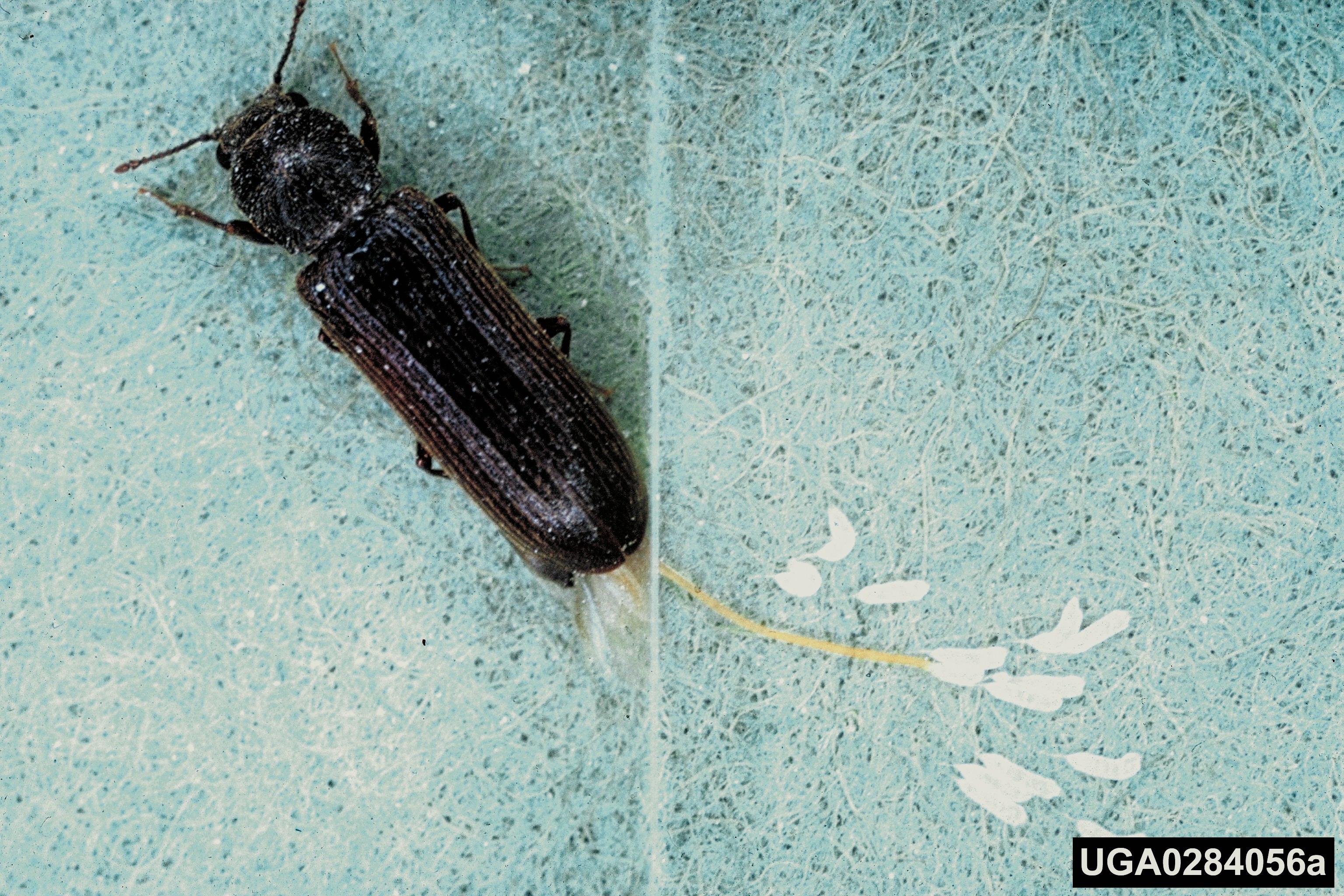